# Pilatus U-28 Draco
El Pilatus U-28 Draco es un avión derivado del Pilatus PC-12 que proporciona apoyo táctico ISR a operaciones humanitarias, búsqueda y rescate y misiones convencionales y de operaciones especiales.

## Desarrollo
El Comando de Operaciones Especiales de la Fuerza Aérea desplegó la flota de U-28A a través de la compra de aviones disponibles comercialmente y la posterior modificación militar para incluir capacidades de comunicaciones tácticas, equipos de supervivencia de aeronaves, sensores electroópticos y sistemas de navegación avanzados. La suite de comunicaciones de radio avanzada es capaz de establecer enlaces de datos del Departamento de Defensa de los Estados Unidos y la OTAN, entregar video de movimiento completo y transmitir comunicaciones de voz seguras. El U-28A se beneficia de una fiabilidad y un rendimiento excepcionales, y el avión es capaz de operar desde pistas cortas y superficies semipreparadas.

## Historia operacional
Esta aeronave fue usada en las operaciones Libertad Iraqi y Libertad Duradera proporcionado apoyo logístico a tropas terrestre sobre posibles posiciones enemigas.

## Operadores
- Comando de Operaciones Especiales de la Fuerza Aérea

## Accidentes
El 18 de febrero de 2012, un U-28A se estrelló a seis millas del Aeropuerto Internacional de Yibuti-Ambouli durante un “vuelo de rutina”. Como consecuencia, murieron los cuatro militares estadounidenses que iban a bordo, pertenecientes a los escuadrones de operaciones especiales 319 y 34, y al escuadrón de inteligencia 25, ambos con base en Hurlburt Field, Florida.

## Especificaciones
Características generales:
Tripulación: 2 pilotos, 1 oficial de sistemas de combate, 1 operador de sistemas tácticos
Constructor: Pilatus Aircraft Ltd
Planta de energía: Pratt-Whitney PT6A-67B
Empuje: 1.200 caballos de fuerza
Envergadura: 53 pies y 3 pulgadas (16,23 metros)
Longitud: 47 pies y 3 pulgadas (14,4 metros)
Altura: 14 pies (4,25 metros)
Velocidad: 220 nudos
Autonomía: 1.500 millas náuticas
Techo: 30,000 pies
Peso máximo al despegue: 10,935 lbs 

## Aeronaves relacionadas
Bombardier E-9 Widget